# Copycats
Copycats – minialbum polskiego rapera i producenta muzycznego O.S.T.R.-a oraz Holendra - Joe Kickassa, także rapera i producenta. Nagrania zostały wydane 14 lutego 2012 roku przez wytwórnię muzyczną Asfalt Records na 10" płycie winylowej w limitowanym do 500 egzemplarzy nakładzie. Cały nakład został sprzedany w przeciągu doby. 21 lutego, tego samego roku nagrania trafiły do sprzedaży w formie digital download w serwisie iTunes.
Wszystkie utwory zostały zarejestrowane, zmiksowane i zmasterowane przez zespół producencki Killing Skills. Formacja była także koproducentem trzech utworów wraz z O.S.T.R.-em. Jeden utwór wyprodukował Stylewars. Partie scratch'y  zrealizowali natomiast DJ Haem i Erjee. Oprawę graficzną wydawnictwa wykonał Joe Kickass we współpracy z Egopep i Erjee.

## Lista utworów
Opracowano na podstawie materiału źródłowego.
Strona A
1. Joe Kickass, O.S.T.R. – "Copycats" (produkcja: Killing Skills, O.S.T.R., realizacja nagrań, miksowanie, mastering: Killing Skills) - 3:08
2. Joe Kickass, O.S.T.R. – "Copycats" (produkcja: Killing Skills, O.S.T.R., realizacja nagrań, miksowanie, mastering: Killing Skills)  - 3:08 (utwór instrumentalny)

Strona B
1. Joe Kickass – "Just So You Know" (produkcja: Stylewars, scratche: Erjee, realizacja nagrań, miksowanie, mastering: Killing Skills) - 4:03
2. O.S.T.R. – "Bloki lubią funk" (produkcja: Killing Skills, O.S.T.R., scratche: DJ Haem, realizacja nagrań, miksowanie, mastering: Killing Skills) - 3:33